# Lorenzo Lafuente Vanrell
Lorenzo Lafuente Vanrell (1881-1936) fue un militar y escritor español.

## Biografía
Nacido en 1881 en la localidad menorquina de Mahón, en las islas Baleares, entre sus áreas de interés se encontró el folclore. Dirigió la publicación La Página Menorquina de El Bien Público. Lafuente, que tuvo un papel pionero en la introducción del escultismo en su isla natal, falleció en noviembre de 1936, fusilado por partidarios del bando republicano durante la guerra civil tras ser encarcelado en el barco-prisión Atlante.